# Friedrich Riederer

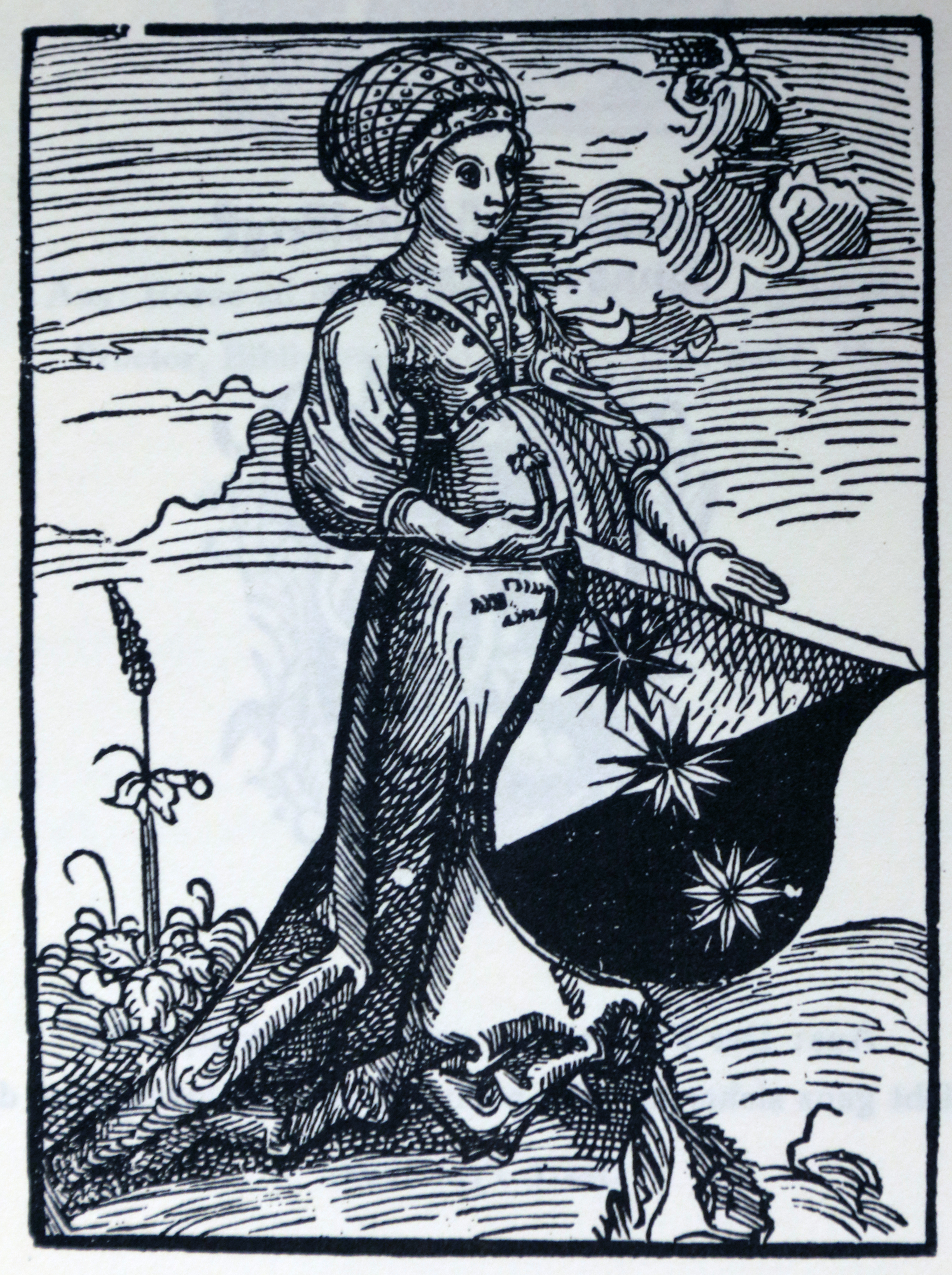
Das Druckerzeichen Riederers

Friedrich Riederer (* um 1450 in Mühlhausen bei Engen; † um 1510) war ein deutscher Buchdrucker, der nachweisbar in den Jahren 1493 bis 1500 in Freiburg im Breisgau tätig war.

## Leben und Werk
Seine Familie gehörte zu den Leibeigenen der Herren von Friedingen zu Hohenkrähen. 1475 wird er in der Matrikel der Universität Freiburg genannt, wo er aber keinen akademischen Abschluss erwarb. 1486 wird er in einer Urkunde als Substitut des Freiburger Gerichtsschreibers Urban Vogler genannt. Letztmals wird er 1508 als Leibeigener erwähnt: Er sei nun von „alter vnnd schwachheit“ gezeichnet. 
Riederer hatte 1493 den Spiegel der waren Rhetoric vss M. Tulio C. vnd andern getütscht, mit irn Glidern clüger Reden Sandbriefen, vnd Formen menicher Contract, seltzam regulierts tütschs vnd nutzbar exempliert, mit Fügen vff göttlich vnd keiserlich Schrifft vnd Rechte gegründt, nuwlich (vnd vormaln in Gemein nÿe gesehen) ÿetz loblich vssgangen gedruckt. In alemannischer Mundart bezeichnet er im Vorwort das Werk als «leer briefen scherpractic», welches damit eines der ersten deutschsprachigen Formularbücher ist. Das Werk Spiegel der waren Rhetoric etc. enthält fünf Holzschnitte – der größte davon ist signiert von Matthes Maler († 1536) – und wurde auch an anderen Druckorten wie Straßburg und Augsburg nachgedruckt.

## Nachgewiesene Drucke
1493
- Albrecht von Bonstetten: Septem horae canonicae virgineae matris Mariae. 28 Bl.
- Kaiser Friedrichs III. Begängnis, deutsch. 4 Bl.
- Friedrich Riederer: Spiegel der waren Rhetoric, deutsch. 188 Bl.

1494
- Henricus Arnoldi: De septem festivitatibus gloriosissimae virginis Mariae. 32 Bl.
- Jakob Mennel: Rhetorica minor. 12 Bl.

1495
- Johannes Jacobi: Regimen contra pestilentiam ; Regimen sanitatis. 6 Bl.
- Jakob Locher: Carmen de diluvio Romae effuso. 4 Bl.
- Jakob Locher: Historia de rege Franciae. 27 Bl.

1496
- Jakob Locher: Epithoma rhetorices. 20 Bl.
- Jakob Locher: Naenia de obitu et laude principis Sigismundi archiducis Austriae. 6 Bl.

1496/97
- Jakob Locher: Oratio de studio humanarum disciplinarum et laude poetarum. 8 Bl.

1499
- Franciscus Niger: Ars epistolandi. 52 Bl.

1500
- Jacobus Faber Stapulensis: Introductiones logicales. 30 Bl.